# Управленческий учёт
Управленческий учёт — упорядоченная система выявления, измерения, сбора, регистрации, интерпретации, обобщения, подготовки и предоставления важной для принятия решений по деятельности организации информации и показателей для управленческого звена организации (внутренних пользователей — руководителей). Основной задачей управленческого учёта является ответ на вопрос, в каком состоянии находится организация, как необходимо распределить имеющиеся ресурсы, чтобы повысить эффективность деятельности.

## Определение
Английский профессор Колин Друри определяет управленческий учёт как предоставление информации лицам на самом предприятии, которые принимают более обоснованные решения и повышают эффективность и производительность текущей хозяйственной деятельности. Управленческий учёт называется внутренним учётом, а финансовый учёт — внешним, так как финансовый учёт предназначен для внешних лиц, не входящих в штат предприятия.

## Цели и место в системах учёта
Управленческий учёт прежде всего создаётся для того, чтобы оперативно принимать решения, связанные с деятельностью фирмы. Основная цель - предоставить полную информацию о текущем состоянии бизнеса, которая позволит проводить анализ хозяйственной деятельности и принимать верные решения, контролировать свой бизнес, эффективно и  в кратчайшие сроки отвечать на  внутренние и внешние изменения. Информация управленческого учёта предоставляется только внутренним пользователям, руководителям, сотрудникам финансовых служб, для внешних пользователей (например, акционеров и кредиторов) эта информация может быть закрыта.
Управленческий учёт может также оперировать прогнозами, электронной информацией, не подтверждённой первичными документами и другими возможными данными.
Управленческий учёт выделился как отдельная дисциплина, потому что для принятия управленческих решений требуется оперативная информация, чего обычный бухгалтерский учёт в силу своей периодичности, оперирования с уже совершёнными операциями и законодательным регулированием (выполняет в РФ функции налогового учёта) не может обеспечить, от этого может страдать конкурентность фирмы на рынке. Так как создание отдельной системы управленческого учёта требует больше затрат, чем развитие данной системы на базе бухгалтерского учёта, бухгалтеры часто считают управленческий учёт подсистемой бухгалтерского, что может быть верно на раннем этапе его развития. Дальнейшее развитие учёта необходимой управленческой информации на предприятиях ведёт к развитию более объёмной системы сбора информации, нежели это возможно в рамках бухгалтерского учёта.

## Сравнение с бухгалтерским учётом
Некоторые примеры методов управленческого учёта в сравнении с бухгалтерским:
- в рамках бухгалтерского учёта нет необходимости учитывать объёмы продаж конкурентов, при решении менеджмента компании повысить долю собственных продаж учёт данной информации становится необходимым (маркетинговая составляющая управленческого учёта);
- в рамках бухгалтерского учёта нет необходимости учитывать расположение товарно-материальных ценностей по ячейкам на складах, при оптимизации работы логистики — есть (повышение скорости комплектации);
- в рамках бухгалтерского учёта нет необходимости учитывать количество и содержание жалоб, но это требуется в управленческом учёте в рамках системы менеджмента качества;
- в рамках бухгалтерского учёта нет необходимости учитывать количество созданных сметным отделом смет; при анализе и планировании загрузки сметного отдела без этого не обойтись.

Управленческий учёт ориентирован именно на потребности внутренних пользователей (управленцев различного уровня), а не внешних (акционеров и кредиторов, госорганов и т. д.), информация, собираемая и предоставляемая им, не является открытой, а принадлежит коммерческой тайне.
Показатели управленческого учёта, в отличие от бухгалтерского, могут быть как денежными, так и натуральными. Мало того, они могут быть качественными и вероятностными и описывать не только потоки и запасы, но и события и состояния внешнего мира, то есть управленческий учёт может оперировать альтернативными издержками и насыщенностью рынка товарами данной категории.
Также следует отличать управленческий учёт от калькулирования себестоимости подразделений и продуктов (услуг).
В обоих видах отчета, однако, можно выделить сходные принципы: 
- непрерывность учета;
- использование единых для планирования и учета единиц измерения;
- сопоставимость;
- полнота ;
- требование приоритета содержания перед формой;
- требование непротиворечивости;
- периодичность;
- оперативность;
- достаточность.

## Требования к информации
В управленческом учёте предъявляются высокие требования к предоставляемой информации. Информация, предоставляемая принимающему решения человеку, должна быть полной для принимаемых решений, и в то же время краткой. Чем больше объём информации, тем больше информации остаётся без внимания, при отсутствии вспомогательных механизмов (систем автоматического принятия «качественных» решений по теории принятия решений). При этом в большинстве случаев оперативность предоставления информации важнее её точности (именно точности, а не достоверности), например, лучше сегодня получить данные о том, что доля постоянных затрат приблизительно равна 12 %, чем через неделю более точные данные, свидетельствующие о 12,33 %.

## Методы
Предприятие вольно выбирать такие методы управленческого учёта, которые ему удобны: в данной области нет таких жёстких законодательных требований, как в налоговом (бухгалтерском) и финансовом учёте (многие страны стандартизировали формы финансовой отчётности).
Традиционной задачей управленческого учёта является калькулирование себестоимости, и, соответственно, учёт затрат. Необходимо выбирать наиболее подходящие для предприятия методы учёта, которые не будут излишней бюрократизацией мешать процессу производства, а позволят без лишних затрат отнести издержки к тому или иному процессу, проекту, и как следствие, конкретной продукции. В управленческий учёт включаются следующие процессы:
- Определение точки безубыточности
- Бюджетирование
- Попроцессный метод учёта затрат

применяется при серийном производстве однообразной продукции или при непрерывном производственном цикле, учёт затрат соотносится с продукцией, произведённой за определённый период.
- Позаказный метод учёта затрат

метод, используемый при изготовлении изделия по специальному заказу. Затраты на материалы, труд рабочих и общехозяйственные расходы относят на каждый индивидуальный проект или на партию продукции.
- Попередельный метод учёта затрат

характерен для массовых производств, когда исходное сырьё или материалы последовательно превращаются в готовую продукцию. Группы производственных процессов образуют переделы, каждый из которых завершается выпуском промежуточного продукта (полуфабриката), который может пойти на следующий передел, или быть реализованным.
- Нормативный метод учёта затрат (учёт по отклонениям фактической себестоимости от нормативной)

по каждому изделию на основе действующих норм и смет расходов составляется предварительная калькуляция нормативной себестоимости, в конце периода считаются отклонения; отклонения делятся на отрицательные (перерасход сырья, материалов, топлива, полуфабрикатов вследствие поломок оборудования, некачественного инструмента, замены материалов), положительные (достижение экономии материальных, трудовых и финансовых ресурсов, более рациональный раскрой материалов, использование отходов взамен полноценных материалов, применение более производительного оборудования и приспособлений) и условные (могут быть отрицательными и положительными и появляются в результате различий в методике составления плановой и нормативной калькуляций).
- Инвентарно-индексный метод учёта затрат

отличается от нормативного тем, что учёт прошлых затрат организуется без подразделения по нормам и отклонениям: себестоимость выпущенной продукции определяют на основе данных инвентаризации и оценки остатков незавершённого производства на конец месяца.
- ABC- метод

Совокупность методов распределения затрат на результаты (готовую продукцию, процессы) пропорционально видам деятельности, выполняемым внутри фирмы. Типичный пример — распределение амортизации производственного оборудования на разные виды готовой продукции пропорционально часам использования оборудования при их производстве. Это существенно отличается от классических методов учета затрат, поскольку в них постоянные затраты распределяются на результаты условно.
- Директ-костинг

себестоимость продукции определяют в объёме прямых затрат, а накладные расходы относят непосредственно на счета реализации.
Методы управленческого учёта тесно связаны с методами контроллинга и являются, по сути, одной из его (контроллинга) составных.

## Квалификации
Различные организации присваивают специалистам по управленческому учёту соответствующие сертификаты и квалификации, среди них — CIMA, ICMA, ICFM, CMA, Chartered Certified Accountant (ACCA), Chartered Accountant (CA), Certified Public Accountant (CPA), American Institute of Certified Public Accountants, CAP/CIPA.